# Crambe scoparia
Crambe scoparia är en korsblommig växtart som beskrevs av Eric R.Svensson Sventenius. Crambe scoparia ingår i släktet krambar, och familjen korsblommiga växter. IUCN kategoriserar arten globalt som starkt hotad. Inga underarter finns listade i Catalogue of Life.